# David Belda
David Belda García (Cocentaina, 18 maart 1983) is een Spaans wielrenner die in 2017 reed voor Burgos BH. Hij is de zoon van oud-wielrenner en oud-ploegleider Vicente Belda. Net als zijn vader is hij gedurende zijn carrière een van de kleinste renners van het profpeloton.
In mei 2017 werd bekend dat bij Belda afwijkende waarden waren gevonden in zijn bloedpaspoort, waarna hij door de Spaanse autoriteiten voorlopig werd geschorst.

## Belangrijkste overwinningen
2009
1e etappe Ronde van León
Eindklassement Ronde van León
2010
3e etappe Cinturón a Mallorca
3e etappe Ronde van León
2011
2e etappe Mi-Août en Bretagne
2014
2e etappe Ronde van Castilië en León
Eindklassement Ronde van Castilië en León
3e en 5e etappe Ronde van Portugal
2015
4e etappe Ronde van Rhône-Alpes Isère
1e etappe Tour des Pays de Savoie
Eind- en puntenklassement Tour des Pays de Savoie

## Ploegen
- 2007 –  Fuerteventura-Canarias
- 2009 –  Boyacá Es Para Vivirla
- 2011 –  Burgos 2016-Castilla y León
- 2012 –  Burgos BH-Castilla y León
- 2013 –  Burgos BH-Castilla y León
- 2014 –  Burgos-BH
- 2015 –  Burgos BH
- 2016 –  Team Roth
- 2017 –  Burgos BH

Baillifard · Baldo · Belda · Brüngger · Bussard · Cecchin · D'Urbano · Gaday · Janorschke · Jaun · Kohler · Krizek · Marguet · Page · Pasche · Pasqualon · Pires · Stüssi · Thalmann · Toffali · Tomio · Vaccher · Zampilli · Zordan
Belda · Castrillo · Cubero · Jiménez · Jurado · Linares · López · Merino · Quiroz · Robredo · Rojo · Ruiz · Salas · Torres
- Virtual International Authority File: 131149294352180522119